# Scutellaria villosissima
Scutellaria villosissima là một loài thực vật có hoa trong họ Hoa môi. Loài này được Gontsch. ex Juz. miêu tả khoa học đầu tiên năm 1951.